# Deltocephalus mellae
Deltocephalus mellae är en insektsart som beskrevs av Ferrari 1882. Deltocephalus mellae ingår i släktet Deltocephalus och familjen dvärgstritar. Inga underarter finns listade i Catalogue of Life.